# Energía eólica en Uruguay
Uruguay cuenta con un total  de  43 parques eólicos que generan energía.

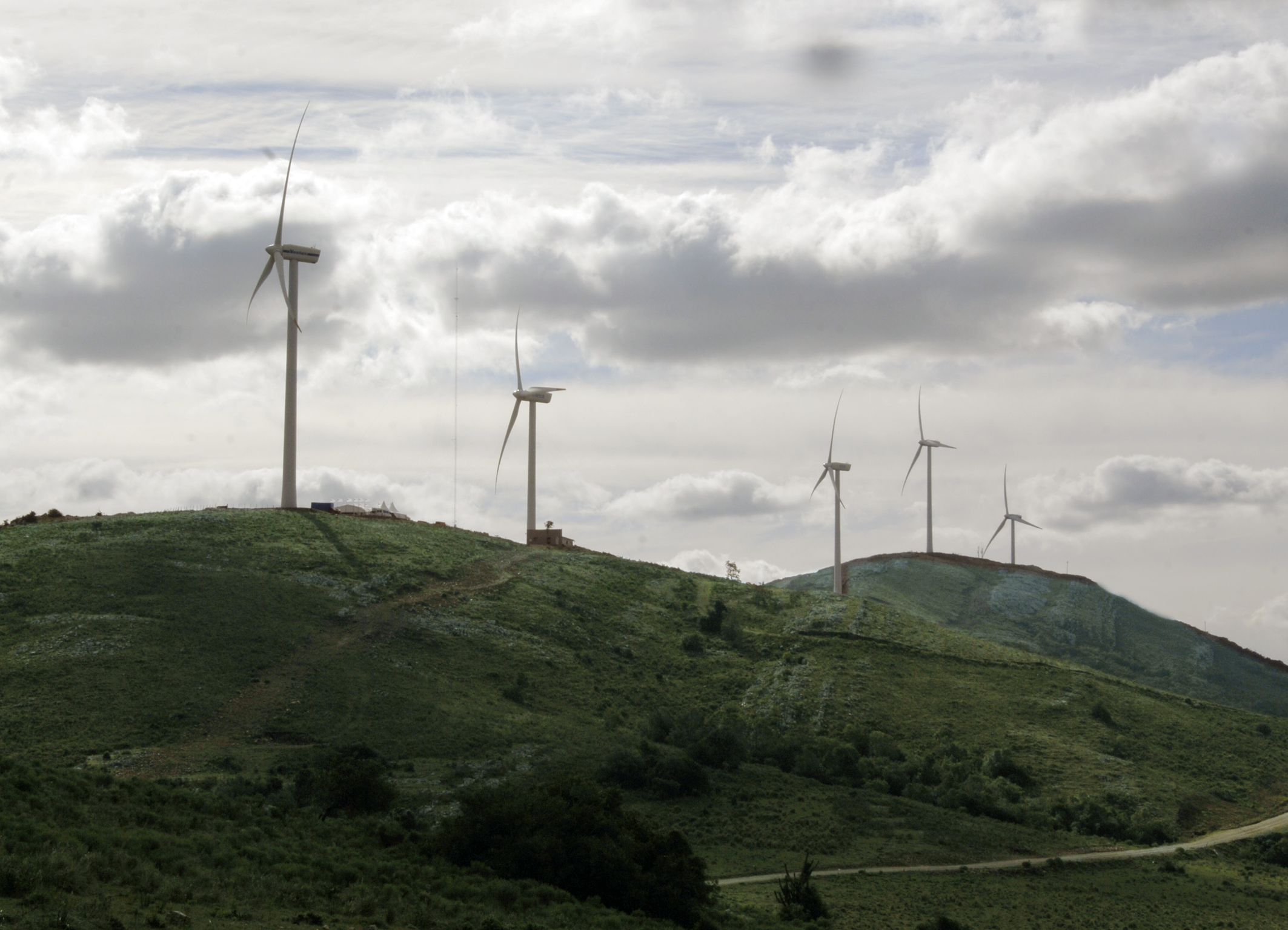
Vista del parque eólico Ing. Emanuele Cambelargiu en la Sierra de los Caracoles, departamento de Maldonado.

La energía eólica es una de las fuentes de energía utilizadas en Uruguay para la generación de energía eléctrica. En el país existen parques eólicos tanto privados como estatales, así como algunos de gestión público-privada.
en Maldonado. En la década siguiente, el porcentaje de energía eléctrica generada a partir de molinos eólicos se ha incrementado considerablemente. A fines de 2014 Uruguay disponía de una capacidad eólica instalada de 529 MW. En septiembre de 2016 se alcanzaron los 1.000 MW de potencia instalada. En octubre de 2018 la potencia instalada superó los 1.500 MW, abarcando más de 600 aerogeneradores. A julio de 2025 la potencia instalada se ha mantenido estable, alcanzando 1.505 MW.
En el parque Pastorale se instaló turbinas Vestas V126, que tienen un diámetro de giro de 126 metros y una potencia de 3,3 MW.
| Gráfica de evolución de la capacidad eólica instalada entre 2007 y 2015 |
|                                                                         |
| Fuente: Global Wind Energy Council                                      |

## Recurso eólico
Diversos estudios han analizado el potencial eólico del país. La topografía llana del país permite que buena parte de su superficie cuente con disponibilidad de viento en forma constante y predecible. La zona sur del país es la que presenta mayor velocidad promedio anual. El factor de capacidad es en general superior al 35%.

## Antiguos parques eólicos
En esta tabla se listan los parques eólicos actualmente no operativos o ya desinstalados.
| N.º | Nombre del Parque | Departamento | Potencia (MW) | Operó          | Propietario  | N.º Turbinas | Modelo                        |
| --- | ----------------- | ------------ | ------------- | -------------- | ------------ | ------------ | ----------------------------- |
| 1   | Planta Piloto     | Maldonado    | 0,15          | 2000-2008      | UDELAR y UTE | 1            | Nordex experimental de 150 kW |
| 1   | Parque de UTE     | Lavalleja    | 0,15          | 2010-2020/2023 | UTE          | 1            | Nordex experimental de 150 kW |

## Parques eólicos actuales
En la tabla se listan los parques eólicos existentes, en construcción o proyectados.
| N.º | Nombre del Parque        | Departamento     | Potencia (MW) | En operación | Propietario      | N.º Turbinas | Modelo            |
| --- | ------------------------ | ---------------- | ------------- | ------------ | ---------------- | ------------ | ----------------- |
| 2   | Agroland                 | Maldonado        | 3             | 2007         | Agroland         | 3            | Bonus B-24/1500   |
| 3   | Agroland                 | Maldonado        | 2,5           | 2016         | Agroland         | 5            |                   |
| 4   | Ing. Emanuel Cambelargiu | Maldonado        | 20            | 2008         | UTE              | 10           | Vestas V-80/2000  |
| 5   | Loma Alta                | Rocha            | 18            | 2008         | Nuevo Manantial  | 3            | Nedwind N-53/1000 |
| 6   | Kentilux I               | San José         | 10            | 2011         | Ventus           | 5            | Vestas V-90/2000  |
| 7   | Kentiux II               | San José         | 7,2           | 2013         | Ventus           | 4            | Vestas V-100/1800 |
| 8   | Engraw                   | Florida          | 3,6           | 2013         | Ventus           | 2            | Vestas V-100/1800 |
| 9   | Lavadero R1              | San José         | 1,8           | 2013         | Ventus           | 1            | Vestas V-100/1800 |
| 10  | Blengio                  | San José         | 1,8           | 2013         | Blengio          |              |                   |
| 11  | Maldonado I              | Maldonado        | 50            | 2014         | R del Sur        | 25           | Gamesa G90/2000   |
| 13  | Palmatir                 | Tacuarembó       | 50            | 2014         | Palmatir         | 25           | Gamesa G90/2000   |
| 14  | Libertad                 | San José         | 7,7           | 2014         | Ventus           | 4            | Vestas V-100      |
| 15  | Pintado                  | Florida y Flores | 51            | 2014         | Luz de Río       | 17           | Vestas V-112/3000 |
| 16  | Pintado                  | Florida          | 21            | 2014         | Luz de Loma      | 7            | Vestas V-112/3000 |
| 17  | Pintado                  | Florida          | 18            | 2014         | Luz de Mar       | 6            | Vestas V-112/3000 |
| 18  | Minas I                  | Lavalleja        | 42            | 2014         | Gemsa            | 14           | Vestas V-112/3000 |
| 19  | Florida I                | Florida          | 50,4          | 2014         | Polesine         | 21           | Nordex N-117/2400 |
| 20  | Juan Pablo Terra         | Artigas          | 67,2          | 2015         | UTE              | 28           | Nordex N-117/2400 |
| 21  | Artilleros               | Colonia          | 65,1          | 2015         | UTE y Eletrobrás | 31           | Suzlon S-95/2100  |
| 22  | Talas de Maciel I        | Flores           | 50            | 2015         | Astidey          | 25           | Gamesa G90/2000   |
| 23  | Talas de Maciel II       | Flores           | 50            | 2015         | Cadonal          | 25           | Gamesa G90/2000   |
| 24  | Peralta I y II           | Tacuarembó       | 117,5         | 2015         | Agua Leguas      | 50           | Enercon E-92/2350 |
| 25  | Melowind                 | Cerro Largo      | 50            | 2015         | Estrellada       | 20           | Nordex N-100/2500 |
| 26  | Carape I                 | Maldonado        | 42,3          | 2015         | Fingano          | 17           | Vestas V-112/3000 |
| 27  | Carape II                | Maldonado        | 43,1          | 2015         | Venagno          | 14           | Vestas V-112/3000 |
| 28  | Ventus I                 | Colonia          | 9             | 2015         | Ventus           | 5            | Vestas V-100/1800 |
| 29  | Rosario                  | Colonia          | 9             | 2015         | Ventus           | 5            | Vestas V-100      |
| 30  | 18 de Julio              | Rocha            | 10            | 2015         | Ventus           | 5            | Vestas V-100/2000 |
| 31  | Maldonado II             | Maldonado        | 50            | 2016         | R del Este       | 25           | Gamesa G114/2000  |
| 32  | Pampa                    | Tacuarembó       | 31,2          | 2016         | Rafisa           | 13           | Nordex N-117/2400 |
| 33  | Pampa                    | Tacuarembó       | 110,4         | 2017         | Rafisa           | 46           | Nordex N-117/2400 |
| 34  | Florida II               | Florida          | 49,5          | 2016         | Polesine         | 15           | Vestas V-117/3300 |
| 35  | Valentines               | Treinta y Tres   | 70            | 2016         | Glymont          | 35           | Gamesa G114/2000  |
| 36  | Kiyu                     | San José         | 48,6          | 2016         | Grupo Cobra      | 16           | Vestas V-112/3000 |
| 37  | Julieta                  | Durazno          | 3,6           | 2016         | Ventus           | 2            | Vestas V-100/1800 |
| 38  | María Luz                | San José         | 9             | 2016         | Ventus           | 5            | Vestas V-100/2000 |
| 39  | Solís de Mataojo         | Canelones        | 10            | 2016         | Ventus           | 5            | Vestas V-100/2000 |
| 40  | Villa Rodríguez          | Lavalleja        | 10            | 2016         | Ventus           | 5            | Vestas V-100      |
| 41  | Marfrig                  | Tacuarembó       | 1,8           | 2016         | Ventus           | 1            | Vestas V-100      |
| 42  | Marystray                | San José         | 2             | 2017         | Ventus           | 1            | Vestas V-100      |
| 43  | Corfrisa                 | Canelones        | 2             | 2017         | Ventus           | 1            | Vestas V-100      |
| 44  | Nuevos Pastorales I      | Flores           | 49,2          | 2017         | Pastorales       | 16           | Vestas V-126/3300 |
| 45  | Colonia Arias            | Florida y Flores | 70            | 2017         | Radisa           | 35           | Gamesa G114/2000  |
| 46  | Cerro Grande             | Cerro Largo      | 54,1          | 2018         | Ladaner          | 22           | Enercon E-92/2350 |
| 47  | Palomas                  | Salto            | 70            |              | Teyma            | 35           | Vestas V-110/2000 |
| 48  | Santa Rita               | Salto            | 70            |              | UTE              | 35           |                   |
| 49  | Pintado ex               | Rivera           | 3,3           | 2017         | Urufor           | 1            | Vestas V-117/3300 |

## Generación
En agosto de 2018 los parques eólicos generaron el 40% de lo producido en la totalidad del sistema eléctrico de Uruguay.
En 2019 se produjeron 409 kilotoneladas equivalentes de petróleo (4,75 terawatts hora) provenientes de energía eólica, equivalentes al 29,6% de la producción de energía eléctrica en el país.

## Microgeneración
En el año 2010 se crearon los marcos legales y regulatorios necesarios para permitir la conexión de generación eléctrica a partir de fuentes renovables en la red de baja tensión. En el año 2012 se registraron los primeros aportes a la red de baja tensión provenientes de usuarios microgeneradores, si bien no todos esos aportes provienen de fuentes eólicas, ya que también se permite la microgeneración solar e hidráulica.
A julio de 2025, la información oficial menciona solo 6 microgeneradores eólicos, que aportan a la red un total de apenas 30 Kilovatios, siendo más relevante la microgeneración fotovoltaica, con generadores en todo el país y que aporta casi 52 MW a la red.